# Jürgen Elsässer
Jürgen Elsässer   (Pforzheim, 20 de gener de 1957), nom complet Jürgen Rainer Elsässer, és un periodista i activista polític alemany.

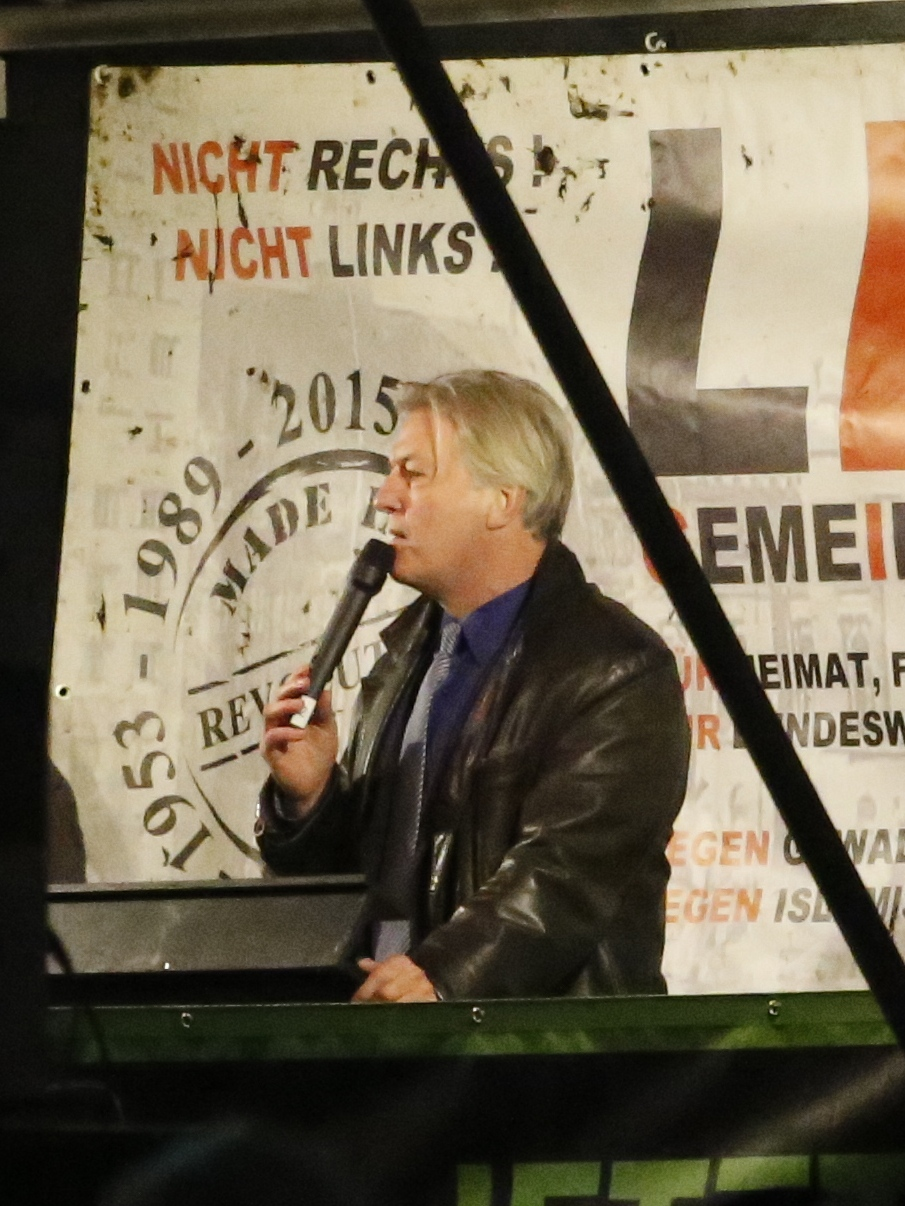
Elsässer com a ponent per aLEGIDA, octubre de 2015

De 1975 a 2008 va ser autor, redactor i co-editor de diversos mitjans de comunicació d'esquerres, com ara Jungle World i Junge Welt. Durant una part d'aquest període, de 1990 a 2002, va representar posicions anti-alemanyes i, a partir de 2003, antiimperialistes. Formava part de l'esquerra radical alemanya.
Des de llavors, s'anava convertint cada vegada més en un partidari del populisme de dreta i de l'extrema dreta. El 2009 va fundar la "Volksinitiative gegen das Finanzkapital“ (Iniciativa popular contra el capital financer), oberta als membres de la Nova Dreta. Des de finals de 2010 és el redactor en cap de la revista mensual Compact. El 2014 i el 2015, es va unir a les vigílies per la pau i a Pegida (Legida). Des de 2016, fa servir Compact com a mitjà per a la campanya electoral del partit populista de dretes Alternativa per Alemanya (AfD). Representa posicions antiamericanes, homofòbiques i racistes, que vol difundir tant com possible des de la tercera posició. Algunes de les seves declaracions es consideren antisemites.